# Lista kraterów uderzeniowych na Ziemi
Lista kraterów uderzeniowych na Ziemi. Główna lista zawiera wszystkie potwierdzone struktury pochodzenia impaktowego na Ziemi wymienione w bazie Earth Impact Database według stanu na dzień 1 września 2016, o średnicy większej niż 10 km.
Ziemia doświadcza bombardowania meteorytowego od 4,5 miliarda lat, podobnie jak jej Księżyc, którego powierzchnia jest zryta kraterami. Ze względu na większą masę i powierzchnię musiało na nią upaść nawet więcej meteorytów, małych planetoid i komet. Powstawanie kraterów jest jednak na Ziemi utrudnione przez obecność atmosfery, w której wyhamowują małe ciała, a najmniejsze ulegają spaleniu; ze względu na istnienie oceanów i innych zbiorników, w ponad 70% przypadków spadający obiekt uderza w wodę, a nie w stały ląd. Krater który już powstanie, podlega erozji na skutek działania wody, wiatru i czynników biologicznych, a w wielu miejscach jest niszczony także przez procesy wulkaniczne i tektoniczne. Większość dużych kraterów na Ziemi jest położona w obrębie starych tarcz kontynentalnych, na których zapis zjawisk geologicznych jest najdłuższy.

## Potwierdzone kratery uderzeniowe na Ziemi

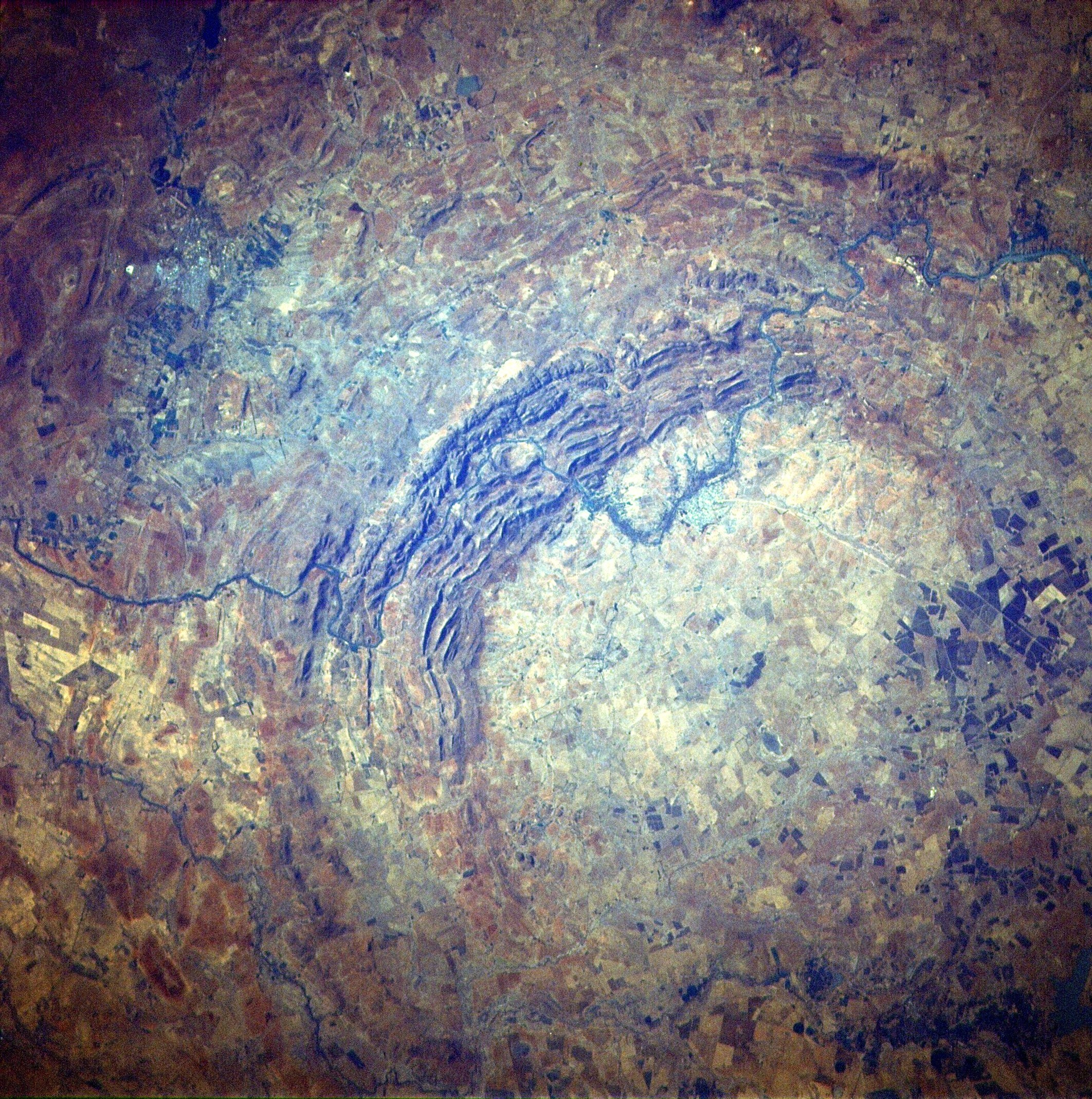
Pozostałość krateru Vredefort, widziana z promu kosmicznego

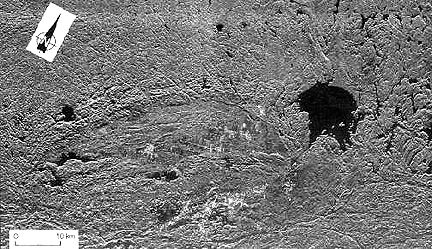
Obraz radarowy kraterów Sudbury (większy, u dołu) i Wanapitei (jezioro meteorytowe po prawej)

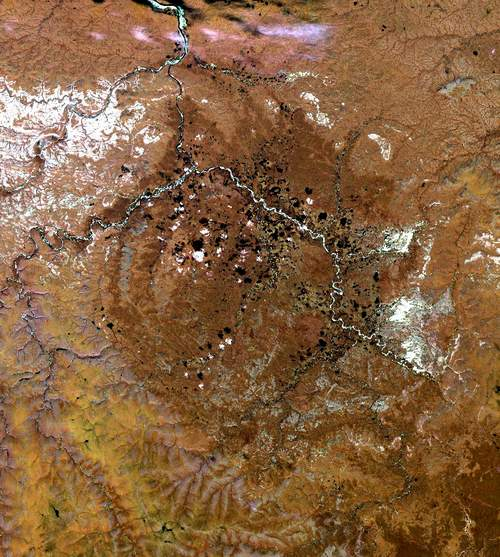
Zdjęcie satelitarne krateru Popigaj na północy Syberii

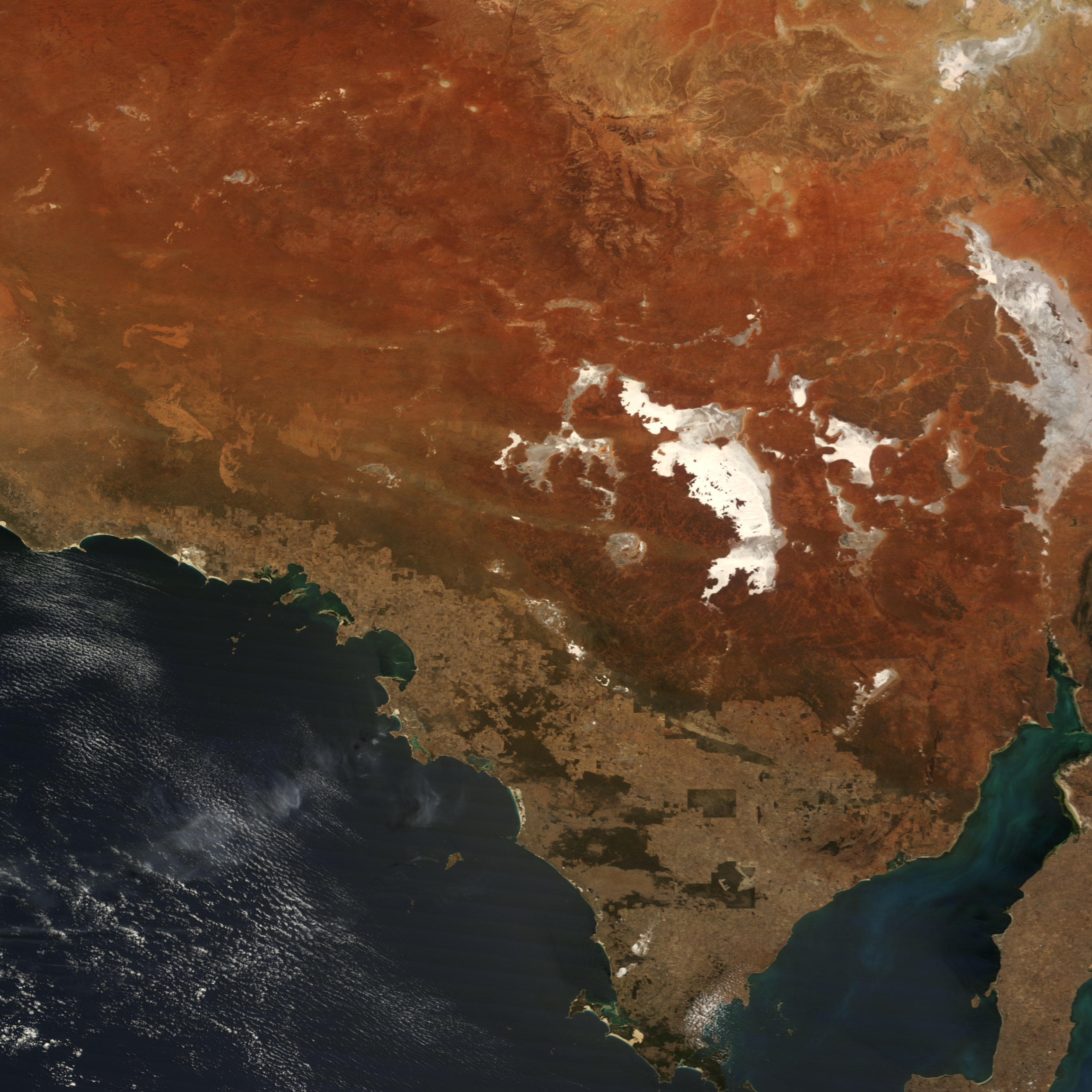
Wybrzeże Australii Południowej z widocznymi słonymi jeziorami, w tym kolistym jeziorem w kraterze Acraman

| Nazwa                    | Położenie                                       | Średnica krateru (km) | Wiek (miliony lat) | Współrzędne geograficzne                      |
| ------------------------ | ----------------------------------------------- | --------------------- | ------------------ | --------------------------------------------- |
| Vredefort                | Wolne Państwo, Republika Południowej Afryki     | 160¹                  | 2023 ± 4           | 27°00′S 27°30′E/-27,000000 27,500000          |
| Chicxulub                | Jukatan, Meksyk                                 | 150¹                  | 64,98 ± 0,05       | 21°20′N 89°30′W/21,333333 -89,500000          |
| Sudbury                  | Ontario, Kanada                                 | 130¹                  | 1850 ± 3           | 46°36′N 81°11′W/46,600000 -81,183333          |
| Popigaj                  | Kraj Krasnojarski, Rosja                        | 90¹                   | 35,7 ± 0,2         | 71°39′N 111°11′E/71,650000 111,183333         |
| Acraman                  | Australia Południowa                            | 90                    | ~590               | 32°01′S 135°27′E/-32,016667 135,450000        |
| Manicouagan              | Quebec, Kanada                                  | 85¹                   | 214 ± 1            | 51°23′N 68°42′W/51,383333 -68,700000          |
| Morokweng                | Pustynia Kalahari, Republika Południowej Afryki | 70                    | 145,0 ± 0,8        | 26°28′S 23°32′E/-26,466667 23,533333          |
| Kara                     | Nieniecki Okręg Autonomiczny, Rosja             | 65                    | 70,3 ± 2,2         | 69°06′N 64°09′E/69,100000 64,150000           |
| Beaverhead               | Idaho i Montana, Stany Zjednoczone              | 60                    | ~600               | 44°15′N 114°00′W/44,250000 -114,000000        |
| Tookoonooka              | Queensland, Australia                           | 55                    | 128 ± 5            | 27°07′S 142°50′E/-27,116667 142,833333        |
| Charlevoix               | Quebec, Kanada                                  | 54                    | 342 ± 15           | 47°32′N 70°18′W/47,533333 -70,300000          |
| Siljan                   | Dalarna, Szwecja                                | 52                    | 376,8 ± 1,7        | 61°02′N 14°52′E/61,033333 14,866667           |
| Kara-kul                 | Góry Pamir, Tadżykistan                         | 52                    | <5                 | 39°01′N 73°27′E/39,016667 73,450000           |
| Montagnais               | Nowa Szkocja, Kanada                            | 45                    | 50,5 ± 0,76        | 42°53′N 64°13′W/42,883333 -64,216667          |
| Woodleigh                | Australia Zachodnia                             | 40                    | 364 ± 8            | 26°03′S 114°40′E/-26,050000 114,666667        |
| Saint Martin             | Manitoba, Kanada                                | 40                    | 220 ± 32           | 51°47′N 98°32′W/51,783333 -98,533333          |
| Puczeż-Katunski          | Obwód niżnonowogrodzki, Rosja                   | 40¹                   | 167 ± 3            | 56°58′N 43°43′E/56,966667 43,716667           |
| Mjølnir                  | Morze Barentsa, Norwegia                        | 40                    | 142,0 ± 2,6        | 73°48′N 29°40′E/73,800000 29,666667           |
| Chesapeake Bay           | Wirginia, Stany Zjednoczone                     | 40¹                   | 35,5 ± 0,3         | 37°17′N 76°01′W/37,283333 -76,016667          |
| Araguainha               | Centralna Brazylia                              | 40                    | 244,40 ± 3,25      | 16°47′S 52°59′W/-16,783333 -52,983333         |
| Carswell                 | Saskatchewan, Kanada                            | 39                    | 115 ± 10           | 58°27′N 109°30′W/58,450000 -109,500000        |
| Clearwater West          | Quebec, Kanada                                  | 36                    | 290 ± 20           | 56°13′N 74°30′W/56,216667 -74,500000          |
| Manson                   | Iowa, Stany Zjednoczone                         | 35                    | 73,8 ± 0,3         | 42°35′N 94°33′W/42,583333 -94,550000          |
| Saqqar                   | Arabia Saudyjska                                | 34                    | 410 – 70           | 29°35′N 38°42′E/29,583333 38,700000           |
| Keurusselkä              | Finlandia                                       | ~30                   | <1800              | 62°08′N 24°36′E/62,133333 24,600000           |
| Yarrabubba               | Australia Zachodnia                             | 30                    | ~2000              | 27°10′S 118°50′E/-27,166667 118,833333        |
| Slate Islands            | Ontario, Kanada                                 | 30                    | ~450               | 48°40′N 87°00′W/48,666667 -87,000000          |
| Shoemaker                | Australia Zachodnia                             | 30                    | 1630 ± 5           | 25°52′S 120°53′E/-25,866667 120,883333        |
| Mistastin                | Nowa Fundlandia i Labrador, Kanada              | 28                    | 36,4 ± 4           | 55°53′N 63°18′W/55,883333 -63,300000          |
| Clearwater East          | Quebec, Kanada                                  | 26                    | 290 ± 20           | 56°04′N 74°06′W/56,066667 -74,100000          |
| Strangways               | Terytorium Północne, Australia                  | 25                    | 646 ± 42           | 15°12′S 133°35′E/-15,200000 133,583333        |
| Steen River              | Alberta, Kanada                                 | 25                    | 91 ± 7             | 59°30′N 117°38′W/59,500000 -117,633333        |
| Kamieńsk                 | Obwód rostowski, Rosja                          | 25                    | 49                 | 48°21′N 40°30′E/48,350000 40,500000           |
| Tunnunik (Prince Albert) | Terytoria Północno-Zachodnie, Kanada            | ~25                   | 450 – 130          | 72°28′N 113°58′W/72,466667 -113,966667        |
| Nördlinger Ries          | Bawaria, Niemcy                                 | 24                    | 15,1 ± 0,1         | 48°53′N 10°34′E/48,883333 10,566667           |
| Presqu'île               | Quebec, Kanada                                  | 24                    | <500               | 49°43′N 74°48′W/49,716667 -74,800000          |
| Bołtysz                  | Obwód kirowohradzki, Ukraina                    | 24                    | 65,17 ± 0,64       | 48°54′N 32°15′E/48,900000 32,250000           |
| Rochechouart             | Francja                                         | 23                    | 214 ± 8            | 45°49′27″N 0°46′54″E/45,824167 0,781667       |
| Lappajärvi               | Finlandia                                       | 23                    | 77,85 ± 0,78       | 63°12′N 23°42′E/63,200000 23,700000           |
| Haughton                 | Nunavut, Kanada                                 | 23                    | 39                 | 75°23′N 89°40′W/75,383333 -89,666667          |
| Gosses Bluff             | Terytorium Północne, Australia                  | 22                    | 142,5 ± 0,8        | 23°49′15″S 132°18′28″E/-23,820833 132,307778  |
| Amelia Creek             | Terytorium Północne, Australia                  | ~20                   | 1640 – 600         | 20°55′S 134°50′E/-20,916667 134,833333        |
| Obołoń                   | Obwód połtawski, Ukraina                        | 20                    | 169 ± 7            | 49°35′N 32°55′E/49,583333 32,916667           |
| Łogancza                 | Kraj Krasnojarski, Rosja                        | 20                    | 40 ± 20            | 65°31′N 95°56′E/65,516667 95,933333           |
| Glikson                  | Australia Zachodnia                             | ~19                   | <508               | 23°59′S 121°34′E/-23,983333 121,566667        |
| Dellen                   | Gävleborg, Szwecja                              | 19                    | 89,0 ± 2,7         | 61°48′N 16°48′E/61,800000 16,800000           |
| Oasis                    | Libia                                           | 18                    | <120               | 24°35′N 24°24′E/24,583333 24,400000           |
| Lawn Hill                | Queensland, Australia                           | 18                    | >515               | 18°40′S 138°39′E/-18,666667 138,650000        |
| Elgygytgyn               | Czukocki Okręg Autonomiczny, Rosja              | 18                    | 3,5 ± 0,5          | 67°30′N 172°05′E/67,500000 172,083333         |
| Luizi                    | Katanga, Demokratyczna Republika Konga          | 17                    | <573               | 10°10′S 28°00′E/-10,166667 28,000000          |
| Suawjarwi                | Karelia, Rosja                                  | 16                    | ~2400              | 63°07′N 33°23′E/63,116667 33,383333           |
| Ames                     | Oklahoma, Stany Zjednoczone                     | 16                    | 470 ± 30           | 36°15′N 98°12′W/36,250000 -98,200000          |
| Łohojski                 | Obwód miński, Białoruś                          | 15                    | 42,3 ± 1,1         | 54°12′N 27°48′E/54,200000 27,800000           |
| Kałuski                  | Obwód kałuski, Rosja                            | 15                    | 380 ± 5            | 54°30′N 36°12′E/54,500000 36,200000           |
| Żamanszyng               | Obwód aktobski, Kazachstan                      | 14                    | 0,9 ± 0,1          | 48°24′N 60°58′E/48,400000 60,966667           |
| Janisjarwi               | Karelia, Rosja                                  | 14                    | 700 ± 5            | 61°58′N 30°55′E/61,966667 30,916667           |
| Gweni-Fada               | Region Ennedi, Czad                             | 14                    | <345               | 17°25′N 21°45′E/17,416667 21,750000           |
| Spider                   | Australia Zachodnia                             | 13                    | >570               | 16°44′S 126°05′E/-16,733333 126,083333        |
| Sierra Madera            | Teksas, Stany Zjednoczone                       | 13                    | <100               | 30°36′N 102°55′W/30,600000 -102,916667        |
| Kentland                 | Indiana, Stany Zjednoczone                      | 13                    | <97                | 40°45′N 87°24′W/40,750000 -87,400000          |
| Deep Bay                 | Saskatchewan, Kanada                            | 13                    | 99 ± 4             | 56°24′N 102°59′W/56,400000 -102,983333        |
| Marquez                  | Teksas, Stany Zjednoczone                       | 12,7                  | 58 ± 2             | 31°17′N 96°18′W/31,283333 -96,300000          |
| Aorounga                 | Region Borku, Czad                              | 12,6                  | <345               | 19°06′N 19°15′E/19,100000 19,250000           |
| Nicholson                | Terytoria Północno-Zachodnie, Kanada            | 12,5                  | <400               | 62°40′N 102°41′W/62,666667 -102,683333        |
| Wells Creek              | Tennessee, Stany Zjednoczone                    | 12                    | 200 ± 100          | 36°23′N 87°40′W/36,383333 -87,666667          |
| Vargeão                  | Santa Catarina, Brazylia                        | 12                    | 123 ± 1,4          | 26°50′S 52°07′W/-26,833333 -52,116667         |
| Serra da Cangalha        | Tocantins, Brazylia                             | 12                    | <300               | 8°05′S 46°52′W/-8,083333 -46,866667           |
| Avak                     | Alaska, Stany Zjednoczone                       | 12                    | 95 – 3             | 71°15′S 156°38′W/-71,250000 -156,633333       |
| Ternowka                 | Obwód dniepropetrowski, Ukraina                 | 11                    | 280 ± 10           | 48°08′N 33°31′E/48,133333 33,516667           |
| Dhala                    | Madhya Pradesh, Indie                           | 11                    | 2100 – 1700        | 25°17′59,7″N 78°08′03,1″E/25,299917 78,134194 |
| Bosumtwi                 | Ghana                                           | 10,5                  | 1,07               | 6°30′N 1°25′W/6,500000 -1,416667              |
| Upheaval Dome            | Utah, Stany Zjednoczone                         | 10                    | <170               | 38°26′N 109°54′W/38,433333 -109,900000        |
| Paasselkä                | Finlandia                                       | 10                    | <1800              | 62°02′N 29°05′E/62,033333 29,083333           |
| Kelly West               | Terytorium Północne, Australia                  | 10                    | >550               | 19°56′S 133°57′E/-19,933333 133,950000        |
| Karła                    | Tatarstan, Rosja                                | 10                    | 5 ± 1              | 54°55′N 48°02′E/54,916667 48,033333           |
| Flaxman                  | Australia Południowa                            | 10                    | >35                | 34°37′S 139°04′E/-34,616667 139,066667        |
| Eagle Butte              | Alberta, Kanada                                 | 10                    | <65                | 49°42′N 110°30′W/49,700000 -110,500000        |

¹ Podana średnica jest najlepszym obecnym oszacowaniem średnicy mierzonej od krawędzi do krawędzi krateru i nie obejmuje strefy całkowitych zniszczeń na zewnątrz krateru. W literaturze często można znaleźć inne wartości, wynikające z przyjęcia innej definicji, np. z uwzględnienia zewnętrznego pierścienia struktury wielopierścieniowej.

## Domniemane kratery uderzeniowe
Lista zawiera wybrane struktury na Ziemi, które są podejrzewane o pochodzenie meteorytowe, ale nie ma co do tego zgody w środowisku naukowym.

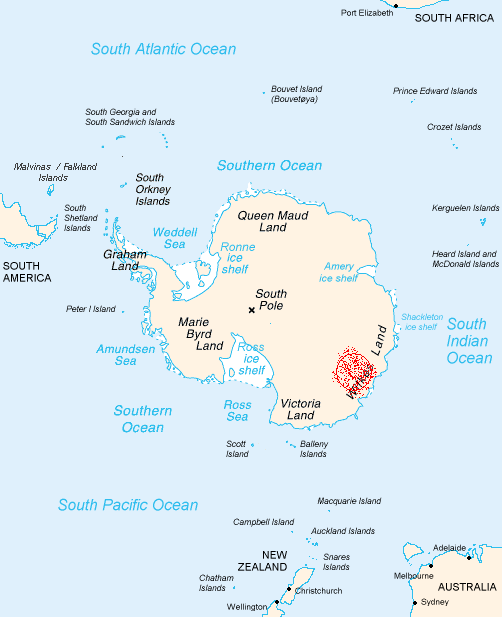
Postulowany obszar krateru pod lądolodem na Ziemi Wilkesa

| Nazwa                 | Położenie                  | Średnica (km) | Wiek (miliony lat)         | Współrzędne geograficzne               |
| --------------------- | -------------------------- | ------------- | -------------------------- | -------------------------------------- |
| Śiwa                  | Morze Arabskie, Indie      | 500           | 65                         | 18°40′N 70°14′E/18,666667 70,233333    |
| Wilkes Land           | Ziemia Wilkesa, Antarktyda | 480-500       | <500, przypuszczalnie ~250 | 70°S 120°E/-70,000000 120,000000       |
| Tai                   | Jiangsu, Chiny             | 68,5          | 360-375?                   | 31°02′N 120°02′E/31,033333 120,033333  |
| Kabira                | Libia i Egipt              | 31            | ?                          | 24°40′N 24°58′E/24,666667 24,966667    |
| Krater East Warburton | Australia Południowa       | ≥200          | ≥300                       | 28°00′S 140°30′E/-28,000000 140,500000 |